# زیف دیویس
زیف دیویس (انگلیسی: Ziff Davis) شرکت رسانه دیجیتال و اینترنت آمریکایی است که در سال ۱۹۲۷ بنیان‌گذاری شد. این شرکت در درجه نخست مالک وبگاه‌های فناوری‌محور، سرویس‌های مربوط به خرید اینترنتی و سرویس‌های نرم‌افزاری است.